# 沃洛德米爾卡
48°44′52″N 28°21′55″E / 48.74778°N 28.36528°E
沃洛德米爾卡（烏克蘭語：Володимирка），是烏克蘭西南部文尼察州日梅林卡區朱林市鎮的村落。始建於1870年，面積4.15平方公里，海拔高度308米，2001年人口154，人口密度每平方公里37.11人。